# Projekt Lidoop
Projekt Lidoop (anglicky The Great Ape Project, GAP), založený v roce 1993, je mezinárodní organizace primatologů, antropologů, bioetiků a jiných odborníků podporujících deklaraci OSN o právech velkých opic, která by měla uznat základní práva velkým opicím, tedy šimpanzům, gorilám a orangutanům.
Navrhovaná práva obsahují právo na život, ochranu osobní svobody a zákaz týrání. Organizace sleduje individuální aktivitu velkých opic ve Spojených státech prostřednictvím sčítacího programu. GAP prohlásil, že jakmile by deklarace byla stvrzena, vyžadoval by propuštění velkých opic ze zajetí. Jen v USA je pro medicínské výzkumy drženo v současnosti 3100 opic.

## The Great Ape Project(kniha)
Kniha The Great Ape Project byla vydána kolektivem filozofů Paola Cavalieri a Peter Singer, ve spolupráci s 34 autory včetně Jane Goodall a Richarda Dawkinse. Autoři, ve snaze obhájit práva opic vykreslují člověka jako inteligentní zvíře s mnohými prvky sociálního a emocionálního života zvířat. Argumentují, že pokud stejnou charakteristiku splňují i velké opice, zaslouží si patřit do stejné kategorie, jako lidé.
Kniha zdůrazňuje objevy, které nacházejí ve velkých opicích potenciál racionality a poznání sebe sama jako oddělenou entitu s vlastní minulostí i budoucností. Mezi takové objevy zařazuje například gorilu Koko, schopnou ovládat znakový jazyk. Kniha se také zabývá rozdílem mezi opicemi a lidmi, personalitou opic a přirovnává současnou debatu k získávání základních práv pro mentálně retardované, dříve přehlíženou menšinu.
Biologická podobnost s lidmi je také klíč k rozpoznání znaků člověka, které mohou najít využití v dalších oblastech biologie. Například testování monoklonální protilátky pro léčbu dnes nemůže být provedeno na druzích, které jsou lidem vzdálenější, než šimpanzi, protože v šimpanzích protilátky nevykazují svou ochranou funkci, zůstávají v krvi, stejně jako u lidí. Monoklonální protilátky mohou být využity v léčbě rakoviny, některých autoimunitních onemocnění nebo astmatu.[zdroj⁠?!]

## Kritika
Nevidím žádný urgentní důvod, proč bychom měli velké opice využívat pro výzkumné účely a jsem rád, že tomu tak v současnosti není. Nicméně obávám se, že stanovování jasné morální hranice může vést k mnohým problémům. Jenom hranice mezi lidmi a opicemi je jasně vytyčená.
Colin Blakemore, prezident Medical Research Council ve Velké Británii v letech 2003–2007
Profesor Colin Blakemore je proti udílení práv velkým opicím a upozorňuje, že kdyby například lidstvo stihla smrtící pandemie, bylo by nutné provádět výzkum i na velkých opicích.